# Tierbestattung

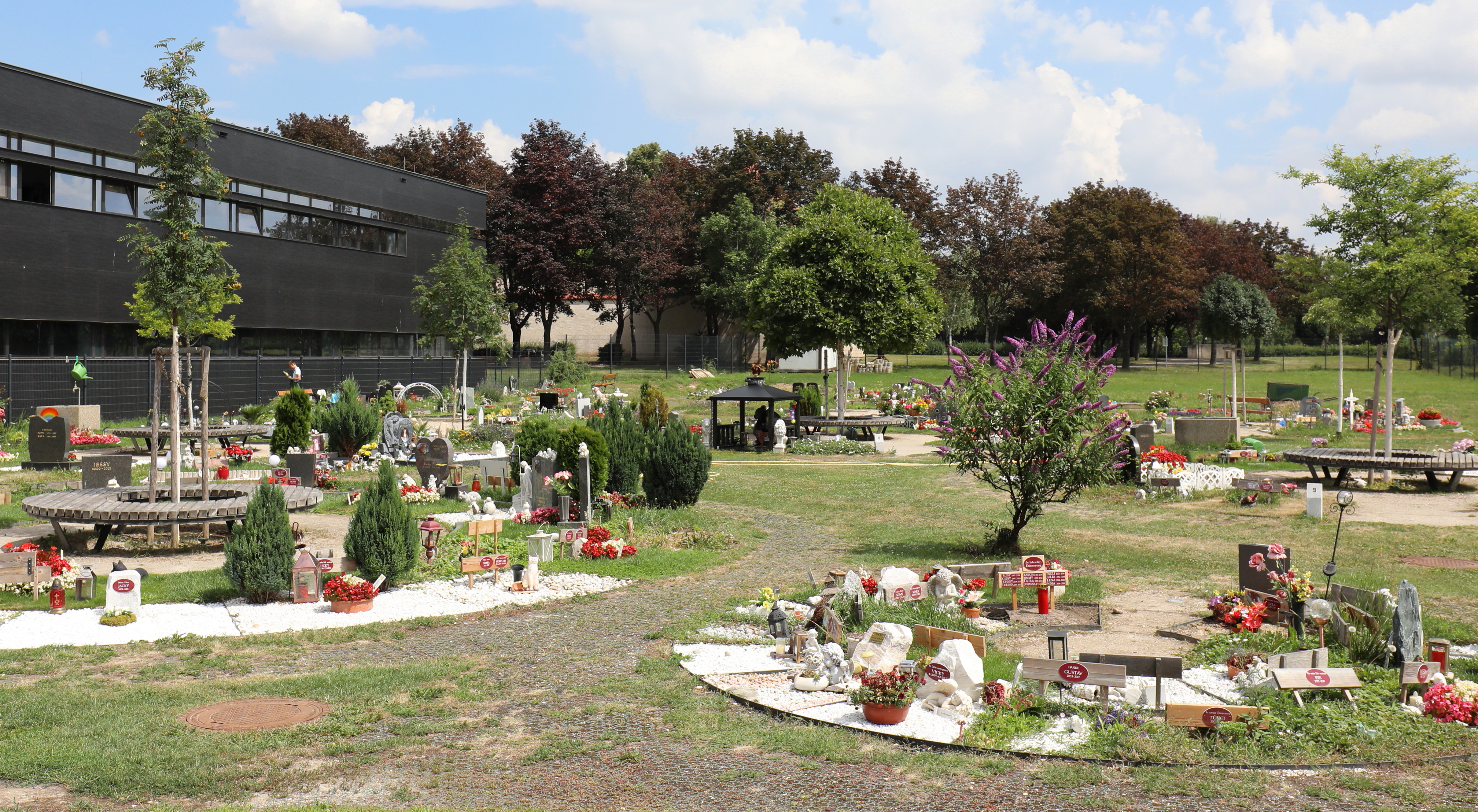
Tierfriedhof in Wien

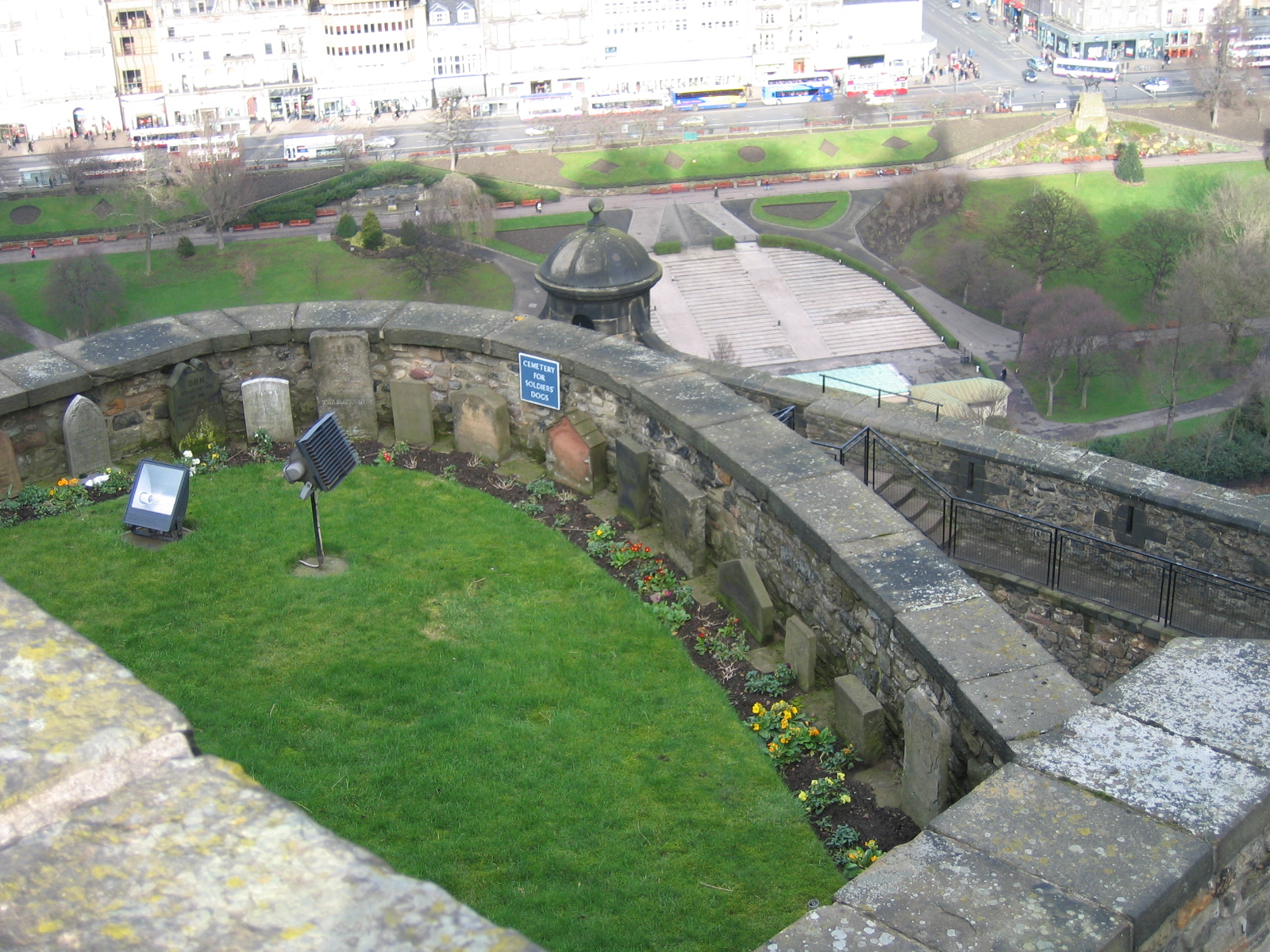
Hundefriedhof in Edinburgh

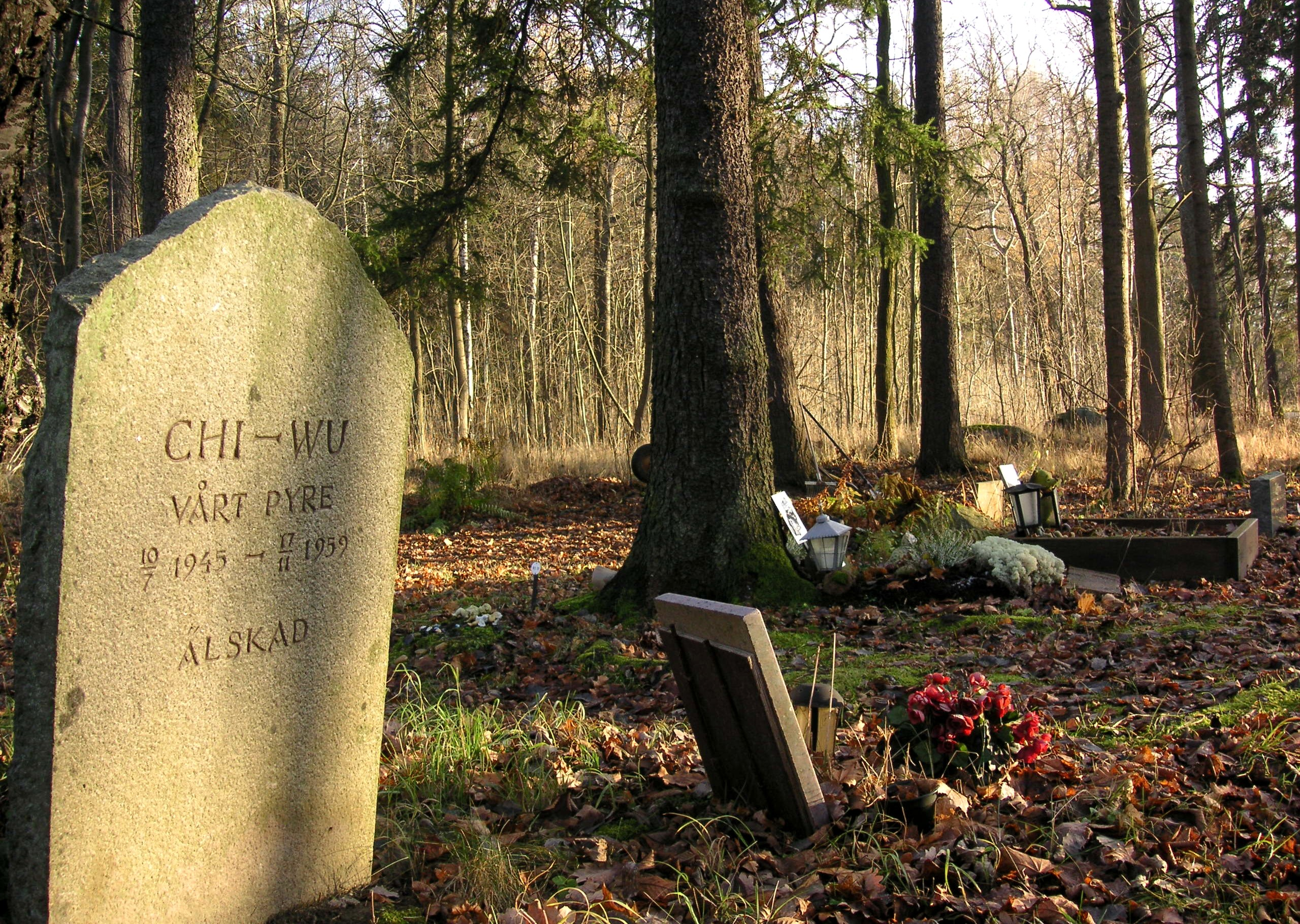
Tierfriedhof in Stockholm

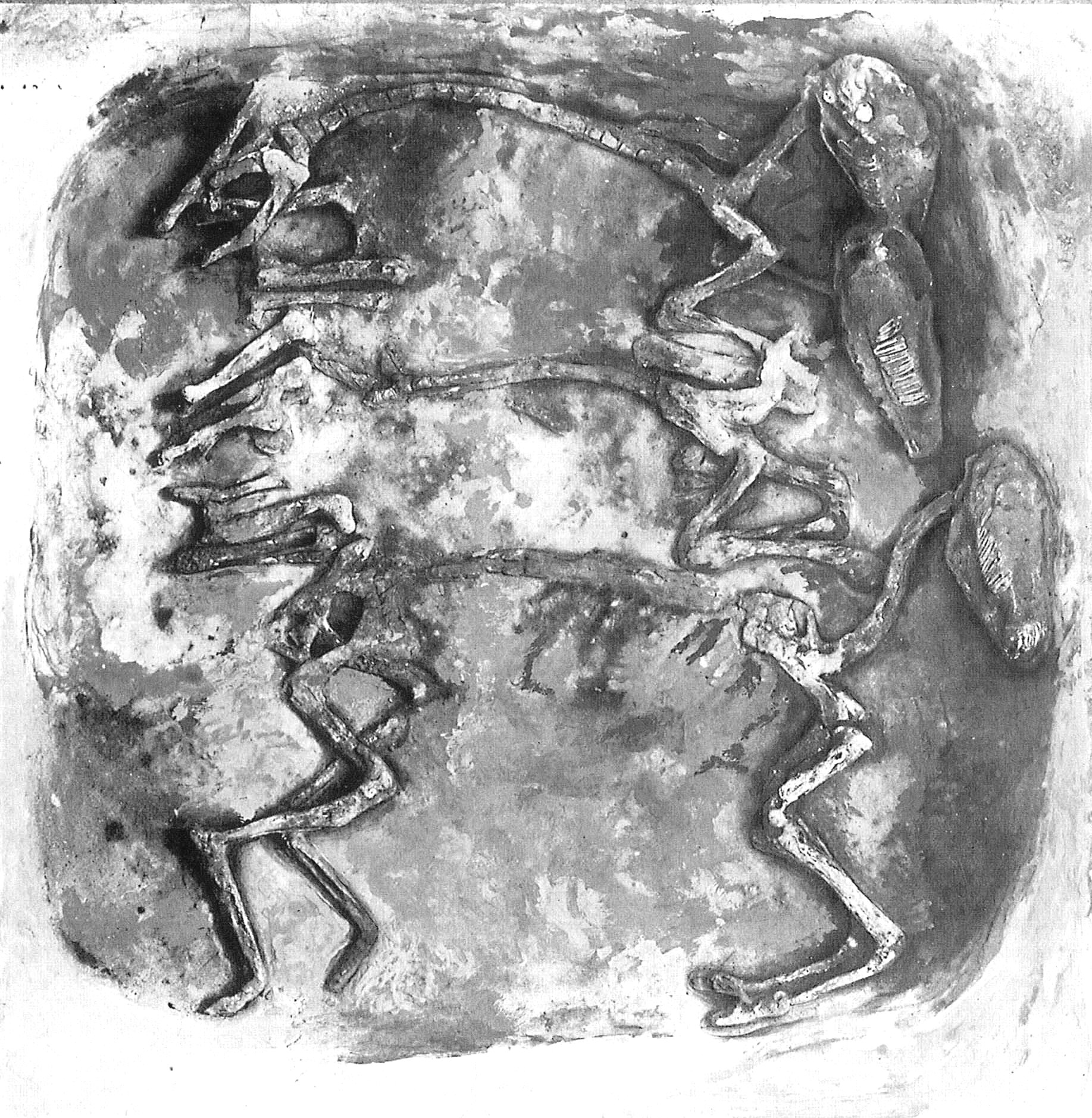
Dreifache Pferdebestattung von Wulfsen aus dem 8. Jahrhundert während der Ausgrabung

Als Tierbestattung bezeichnet man die Bestattung eines Tierkörpers oder von Teilen davon in einer oft rituellen oder zeremoniellen Art ähnlich der eines Leichnams.

## Geschichte der Tierbestattung
Tierbestattung wird weltweit seit etwa 12.000 Jahren praktiziert. Die früheste belegte Tierbestattung erfolgte als Beigabe zur Bestattung eines Menschen in Ain Mallaha in Israel. Die erste belegte Tierbestattung einer Katze wurde vor 10.000 Jahren von Zyprern durchgeführt, die Katzen bereits als Haustiere hielten.
Einen Höhepunkt erfuhr die Tierbestattung im antiken Ägypten, wo als heilig geltende Tiere aufwändig einbalsamiert und rituell bestattet wurden. Dazu gehörten insbesondere Katzen, Krokodile, Stiere oder Falken.
Eine weitere Blüte erlebten Tierbestattungen im frühen Mittelalter bei den Alamannen, Franken und Sachsen, wo wohlhabende Verstorbene zusammen mit ihren Pferden und (Jagd-)Hunden beigesetzt wurden. So beispielsweise im spätsächsischen Reitergrab von Schnelsen. Dabei wurden die Köpfe oft getrennt vom übrigen Tierkörper bestattet. Bei der Pferdebestattung von Wulfsen wurden drei Pferde in einem Grab beigesetzt. Das Zaumzeug wurde in den meisten Fällen mit ins Grab des Verstorbenen beigelegt. Im sächsischen Gräberfeld der Siedlungskammer Rullstorf im Landkreis Lüneburg wurde sogar ein zahmer Rothirsch bestattet, der wohl auf der Jagd als Lockmittel für freilebende Hirsche genutzt wurde. Dort befindet sich mit bis zu 42 Bestattungen das bedeutendste Pferdegräberfeld in Deutschland.

## Tierbestattung heute
Heute werden Haustierbestattungen wegen enger Gefühlsbeziehungen zu Heimtieren oder Equiden ohne religiösen Zusammenhang durchgeführt.
Die meisten Heimtiere sterben durch Einschläfern beim Tierarzt. Die Besitzer können ihr Tier danach mitnehmen und selbst bestatten oder einen Tierbestatter beauftragen. Tierkörper, die beim Tierarzt bleiben, werden der Tierkörperverwertung zugeführt.
Grundsätzlich handelt es sich bei Tierkörpern in der EU zwar um tierische Nebenprodukte, die als Abfall zu beseitigen oder etwa als Brennstoff zu verwerten sind und bei Pferden auch als sogen. Folgeprodukt wie in Kosmetika in Verkehr gebracht werden können. Abweichend davon kann die hygienisch gebotene Beseitigung jedoch durch Vergraben, durch amtlich überwachtes gesondertes Verbrennen, also Einäschern oder auch bei anderen Tierarten zu Ausstellungszwecken, also etwa als Präparat zugelassen werden. 
In Deutschland sind so zwar grundsätzlich alle in Tierhaltungen anfallenden tierischen Nebenprodukte, also auch Kadaver kleiner Heimtiere bei den Tierkörperbeseitigern abzuliefern bzw. anzuzeigen und von ihnen abholen zu lassen. Jedoch sind für das Einäschern von Heimtieren und Equiden gesetzliche Ausnahmen formuliert; für Heimtiere ist durch Verordnung auch das Vergraben einzelner Tierkörper von Heimtieren gestattet entweder auf geeigneten und von der zuständigen Behörde hierfür besonders zugelassenen Plätzen oder auf einem dem Tierhalter gehörenden Gelände.

### Als Dienstleistung
Die Zahl der von einem Tierbestatter durchgeführten Bestattungen steigt stark. Heute sterben in Deutschland etwa 1,4 Millionen Katzen und Hunde im Jahr. Inzwischen stehen für die Bestattung dieser Tiere etwa 120 Tierfriedhöfe zur Verfügung. Es gibt auch die Möglichkeit, das Tier in einem Friedwald für Tiere bestatten zu lassen.
Für die Übernahme der Bestattungsleistungen gibt es in Deutschland etwa 180 Tierbestatter. Diese bieten Bestattungsarten an, wie sie bei Menschen üblich sind. Dazu dienen auch ehemalige christliche Kirchen wie zum Beispiel die Pauluskirche in Pfeffingen.
Neben der Erdbestattung und der Feuerbestattung bestehen die Optionen einer Weltraumbestattung, einer Seebestattung oder einer Diamantbestattung. Die Feuerbestattung wird am häufigsten gewählt. Nach der Einäscherung des Tieres bleiben nur Knochenreste übrig. Diese werden gemahlen und können dann in einer Erdbestattungsurne beigesetzt oder in stilvollen Urnen im Haus oder im Garten zur Erinnerung aufgestellt werden. Eine Kristall- oder Diamantbestattung ist auch Jahre später möglich, wozu wasserfesten Urnen nachträglich Asche entnommen werden kann.
Die Feuerbestattung wird anders als beim Menschen auch als Sammeleinäscherung angeboten. Dabei werden mehrere Tiere gemeinsam eingeäschert. Ihre Asche wird nicht an die Tierbesitzer herausgegeben, sondern vom Tierkrematorium beigesetzt oder in Streubeeten verteilt.
Wählbar ist auch eine Einzeleinäscherung, bei der nur ein Tier kremiert wird. Die unvermischte und vollständige Asche wird dann in einer Tierurne, einem Aschekarton oder Aschesäckchen an den Tierhalter übergeben. Eine Bestattung im Garten oder an einem Ort der Erinnerung bleibt dem Tierhalter überlassen.

### Im privaten Grundstück
Die Erdbestattung einzelner Heimtiere oder unbehandelter Teile ihrer Körper ist außer auf Tierfriedhöfen auf privaten Grundstücken möglich. In einem Mitgliedsstaat der EU setzte das rechtlich üblicherweise neben der Einwilligung des Grundstücksbesitzers eine landesrechtliche bzw. behördliche Ausnahmegenehmigung voraus. In Deutschland ist das Vergraben einzelner Heimtiere im Grundstück des Halters statthaft, jedoch nicht in Wasserschutzgebieten und nicht in unmittelbarer Nähe öffentlicher Wege und Plätze und nur so, dass die Tierkörper mit einer ausreichenden, mindestens 50 Zentimeter starken Erdschicht, gemessen vom Rand der Grube, bedeckt sind. Zudem kann es durch Ortssatzung der jeweiligen Stadt oder Gemeinde untersagt oder weiter geregelt sein. Bei größeren Tieren wird die vorherige Nachfrage bei der Gemeinde empfohlen.